# Vladimir Maïakovski
Ne doit pas être confondu avec Vladimir Maïakovski (pièce de théâtre).

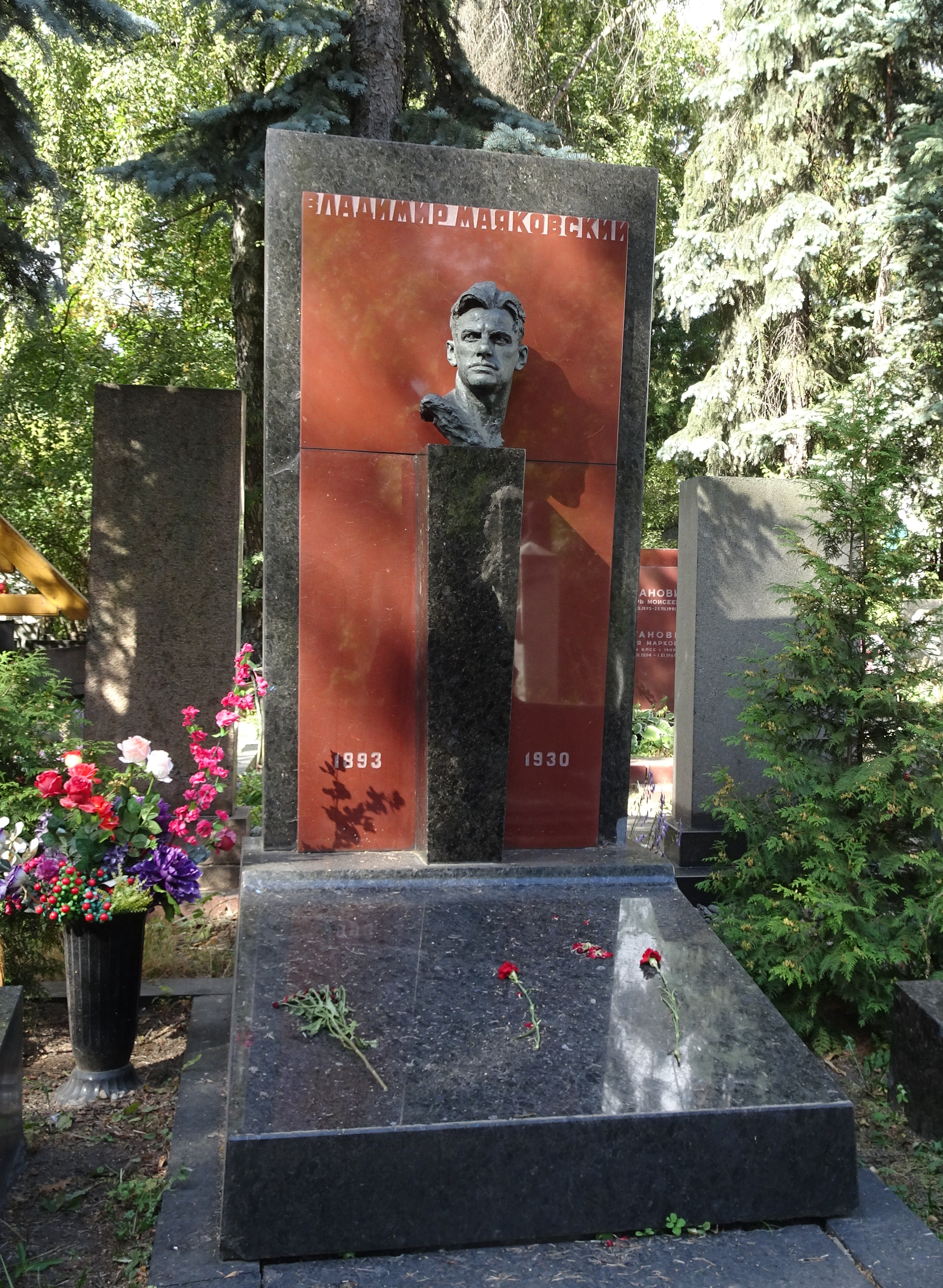
Tombe du poète au cimetière de Novodiévitchi (Moscou, septembre 2019).

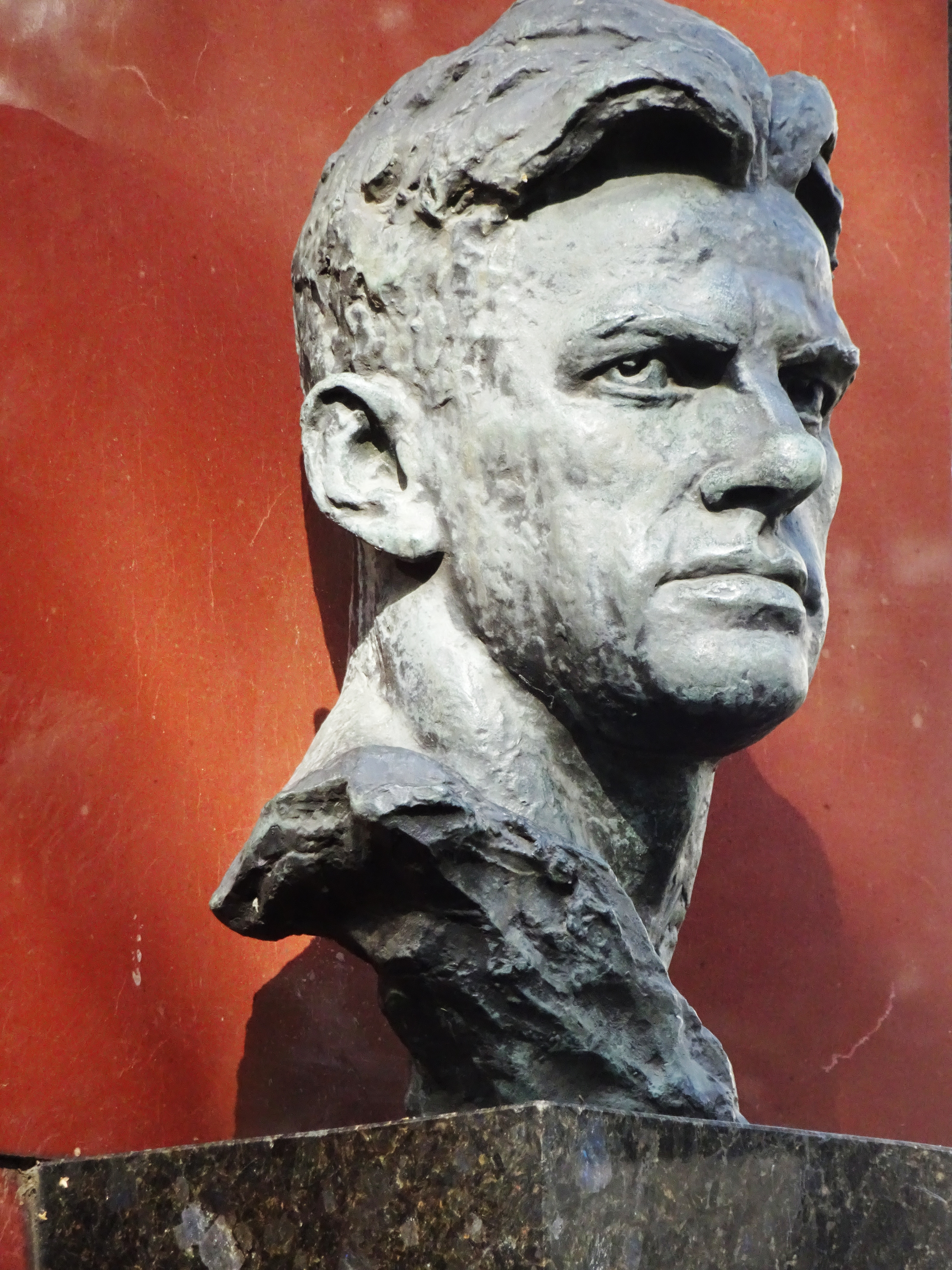
Statue sur la tombe de Maïakovski (Moscou, septembre 2019).

Vladimir Vladimirovitch Maïakovski (en russe : Владимир Владимирович Маяковский), né le 7 juillet 1893 (19 juillet dans le calendrier grégorien) à Baghdati (gouvernement de Koutaïssi, Empire russe) et mort le 14 avril 1930 à Moscou, est un poète et dramaturge futuriste soviétique.

## Biographie

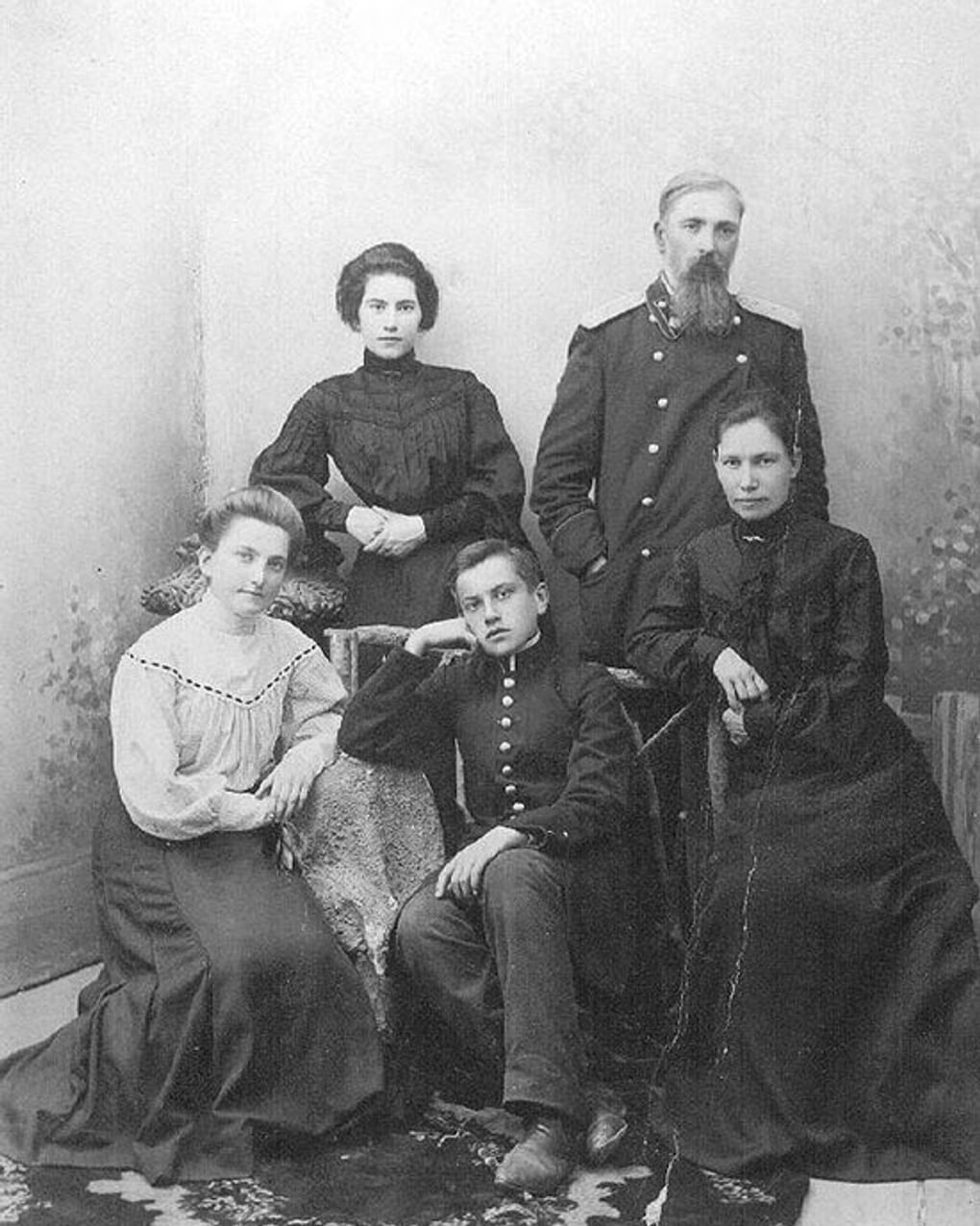
Famille Maïakovski.

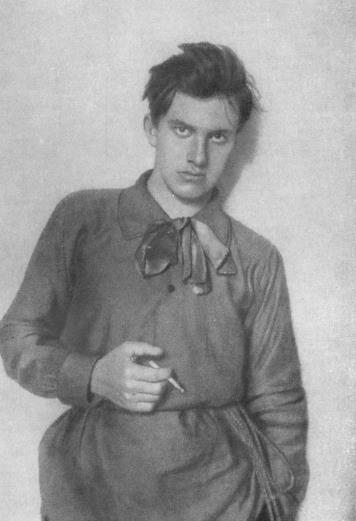
Vladimir Maïakovski à 17 ans, en 1910.

Poète, dramaturge, acteur, théoricien, peintre, éditeur, affichiste et scénariste, Maïakovski naît à Baghdati (Géorgie) en 1893. Issu d’une famille modeste, il s’installe à Moscou en 1906, après la mort de son père.
Maïakovski adhère au Parti ouvrier social-démocrate de Russie (faction bolchévique) à 15 ans et participe aux manifestations révolutionnaires de 1905. Arrêté trois fois pour conspiration, il s'initie à la poésie alors qu'il est emprisonné à Boutyrskaïa en 1909.
En 1911, il entre à l'École de peinture, sculpture et architecture de Moscou.
Il commence sa carrière littéraire à l'âge de 19 ans par une tragédie provocante intitulée Vladimir Maïakovski, montée au Luna Park à Saint-Pétersbourg en 1913. Elle sera copieusement sifflée « à y percer des trous »,, dira-t-il.

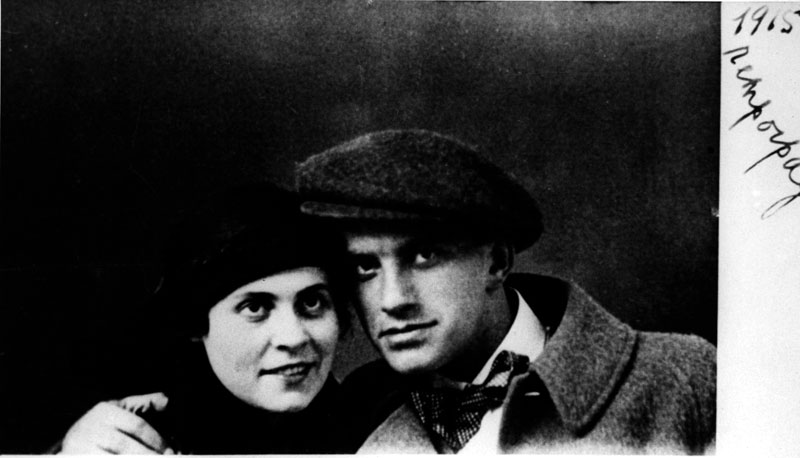
Lili Brik et Vladimir Maïakovski.

Il devient rapidement l'un des meneurs du mouvement futuriste après sa rencontre avec le poète et peintre David Bourliouk qu'il a connu en 1911 et qui lui a mis « le pied à l'étrier ». Il fonde avec Bourliouk l'association Queue d'âne qui regroupe plusieurs poètes se réclamant du futurisme, dont Velimir Khlebnikov, Vassili Kamenski et Alexeï Kroutchenykh. Le premier manifeste du mouvement, Une gifle au goût public, est publié en 1912. Le manifeste a été programmé pour coïncider avec la publication du livre Une gifle au goût public, dans lequel sont également publiés des travaux de Vassily Kandinsky, Velimir Khlebnikov, David Bourliouk et d'autres futuristes . Le livre a été publié par l'éditeur Georgy Leonidovitch Kouzmine, frère de l'ami de Maïakovski, Léonid Kouzmine.
Tout en exploitant cette nouvelle poésie, il en révolutionne les codes dans La Flûte en colonne vertébrale (aussi connue sous le nom de La Flûte des vertèbres, 1915) ou dans son Nuage en pantalon (1915), véritable manifeste du futurisme, qui est le fruit de sa relation troublée avec Lili Brik qu'il a rencontrée en 1915 alors qu'il entretient une relation avec sa jeune sœur Elsa Triolet.

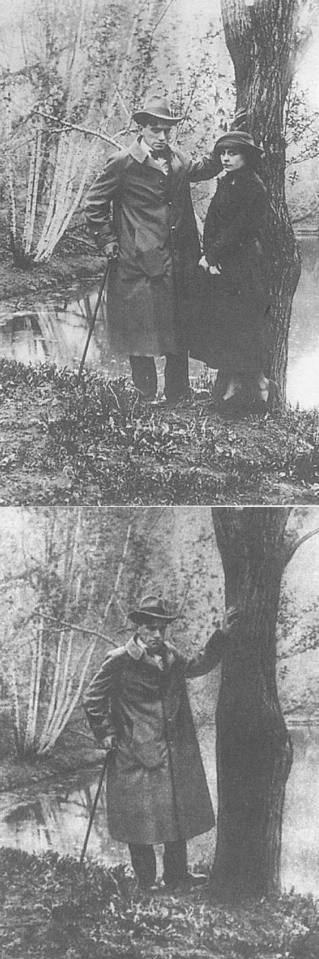
Maïakovski et Lili Brik en 1918 revus par la censure dans les années 1960.

Il lui écrit et lui dédie sa vie durant ses plus belles poésies. Lili est déjà mariée avec Ossip Brik qui devient l'ami et l'éditeur du poète durant toute sa vie. Un complice ménage à trois s'instaure. En 1918, alors que Maïakovski et le couple Brik sont devenus inséparables, Maïakovski suit dès lors les Brik dans la succession de maisons et d'appartements que ceux-ci occupent, formant un véritable ménage à trois.
Avec Serge Tretiakov, il fonde le journal LEF (1923-1925), qui influencera toute une génération d'écrivains.
De retour à Moscou et après la révolution d'Octobre 1917, qu’il accueille d’abord favorablement, Maïakovski utilise sincèrement son talent au service du pouvoir politique, notamment dans le poème « Lénine » (1924-1925). En décembre 1918, il participe avec Ossip Brik à des discussions de l'école du Parti communiste de Russie du district de Vyborg afin de mettre en place une organisation futuriste affiliée au parti. Baptisée Komfut, l'organisation est officiellement créée en janvier 1919 mais est rapidement dissoute à la suite de l'intervention d'Anatoli Lounatcharski.
Maïakovski est attiré par le cinéma. Il écrit des scénarios, joue et réalise un film en 1918, La Demoiselle et le Voyou.
Il écrit également deux pièces satiriques, La Punaise (1928) et Les Bains publics (1929), où il « lave » les bureaucrates. Son Mystère-Bouffe (1918, 1921) est une pièce qui traite de la Révolution d'une façon épique : « Mystère, c’est ce que la Révolution a de grand. Bouffe, ce qu’elle a de comique ». Il se heurte une fois encore au conformisme des critiques et du Parti.
Il sillonne pourtant l'Europe en ambassadeur et visite Berlin et Paris. De 1923 à 1925, il prend les commandes de la revue LEF, à l'avant garde du futurisme (комфут). Partout on écoute ce géant à la voix de stentor célébrer la révolution dont il est le chantre. Il se met au service de l'Agence télégraphique russe (ROSTA) et conçoit les images et les textes des posters satiriques Agitprop. Après une série de ruptures et de réconciliations, il se sépare définitivement de Lili en 1924. Il part pour une tournée de conférences à New York (1925) où il rencontre Elly Jones, une jeune émigrée russe. De leur passion brève (trois mois) naît une fille, Patricia Jones Thompson (en). Il ne la reverra qu'en 1929.
Lili ne le supporte guère et les relations se dégradent avec les Brik, plus tumultueuses que jamais après son retour à Moscou sous le feu des télégrammes.
Il entretient une brève relation avec Tatiana Yakovleva (de), nièce d'Alexandre Iacovleff, et lui dédie un poème, que Lili tente d'éclipser.
Alors que la famine gronde, le cri torturé du Treizième apôtre plus désespéré que jamais résonne : « À bas votre amour, à bas votre art, à bas votre société, à bas votre religion. »

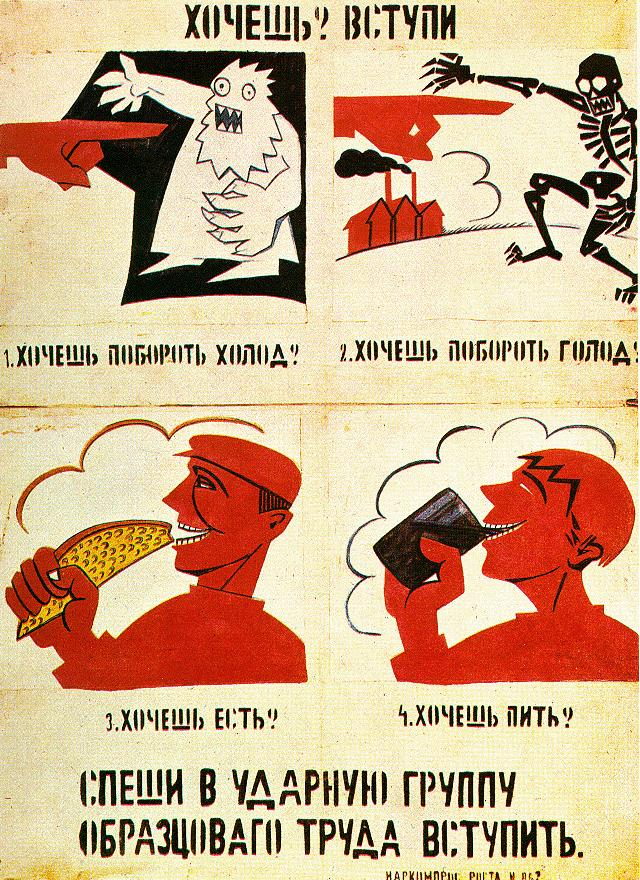
Affiche Agitprop réalisée par Maïakovski:
1. Vous voulez surmonter le froid?
2. Vous voulez vaincre la faim?
3. Vous avez envie de manger?
4. Vous voulez boire?
Dépêchez vous de rejoindre les brigades de choc !

Le 14 avril 1930 à 10 h 15, le poète harassé qui, par défi, jouait aussi à la roulette russe, se tire une balle dans le cœur. Le dernier acte de la vie de Maïakovski s'est déroulé à Moscou, au numéro 3 du Loubianskyi Prospekt, appartement 12. La thèse du suicide semble évidente alors que le poète exhortait la jeunesse à vivre à la mort d'Essenine.
Il rédigea sa propre épitaphe deux jours avant sa mort : « Le canot de l'amour s'est fracassé contre la vie (courante). Comme on dit, l'incident est clos. Avec vous, nous sommes quittes. N'accusez personne de ma mort. Le défunt a horreur des cancans. Au diable les douleurs, les angoisses et les torts réciproques ! Soyez Heureux ! ».

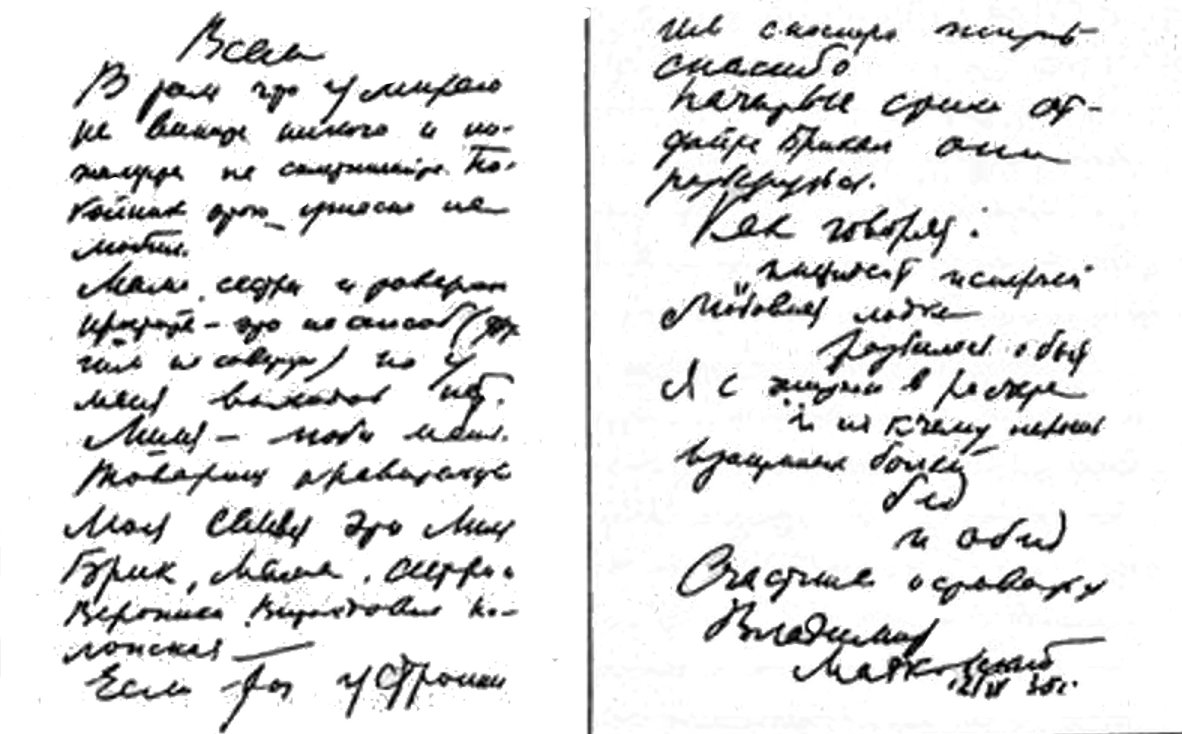
La dernière lettre de Maïakovski :
Le canot de l’amour
S’est brisé contre la vie courante.
Je suis quitte avec la vie.
Inutile de passer en revue
Les douleurs,
Les malheurs,
Et les torts réciproques.
Soyez heureux.
(Vladimir Maïakovski, Lettre à Lili Brik, trad. du russe par Andrée Robel, Paris, Gallimard, « L'Imaginaire », 1999).

On trouvera aussi ce mot : « Maman, mes sœurs, mes amis pardonnez-moi — ce n'est pas la voie (je ne la recommande à personne) mais il n'y a pas d'autre chemin possible pour moi. Lili aime-moi ! ».
Staline ordonne des funérailles nationales pour celui qu'il qualifie plus tard de « poète de la Révolution ». L'urne avec ses cendres est inhumée au cimetière Donskoe. En 1952, enterré à Novodievitchi.[pas clair] Trotsky critique immédiatement la version officielle selon laquelle le suicide de Maïakovski n'aurait « aucun rapport avec les activités sociales et littéraires du poète ».
Il est après sa mort tour à tour déconsidéré, oublié, réhabilité par Staline sur l'insistance des Brik - « Ils l'ont tué une seconde fois » dira Boris Pasternak, mis à l'index à nouveau et, finalement, redécouvert au fil des révolutions.

## Futurisme et constructivisme
Vladimir Maïakovski fut le premier poète russe à utiliser le terme de « futuriste » le 24 février 1913 à l’occasion d’un débat sur l’art contemporain, même si le néologisme slave de boudetlianine (homme de l’avenir), qu’introduit le poète Velimir Khlebnikov, eut plus de succès.
« Le futurisme n’est pas une école, c’est une nouvelle attitude », écrit David Bourliouk, l’artiste ukrainien qui, en 1911, figure parmi les fondateurs du cercle Guileïa, dont s’est inspiré le futurisme russe ; l'expérience se poursuivit, avec des résultats alternes, jusqu’en 1930, année de la mort de Maïakovski et de la fin de l’élan novateur.
Dès 1921, Lénine, conservateur dans ses choix artistiques, s'oppose formellement à Anatoli Lounatcharski qui favorise l'émergence de nouveaux courants et, en particulier, la diffusion du poème 150,000,000 de Maïakovski. Dans un courrier adressé à Mikhaïl Pokrovski, Lénine l'exhorte à combattre le futurisme.
« Les futuristes russes se qualifiaient eux-mêmes de boudetlianines, gens de l’avenir, et plaidaient pour la destruction du vieil art « mangé par les mites ». Les futuristes russes considéraient l’homme comme une partie de la terre et de la nature »[réf. nécessaire].

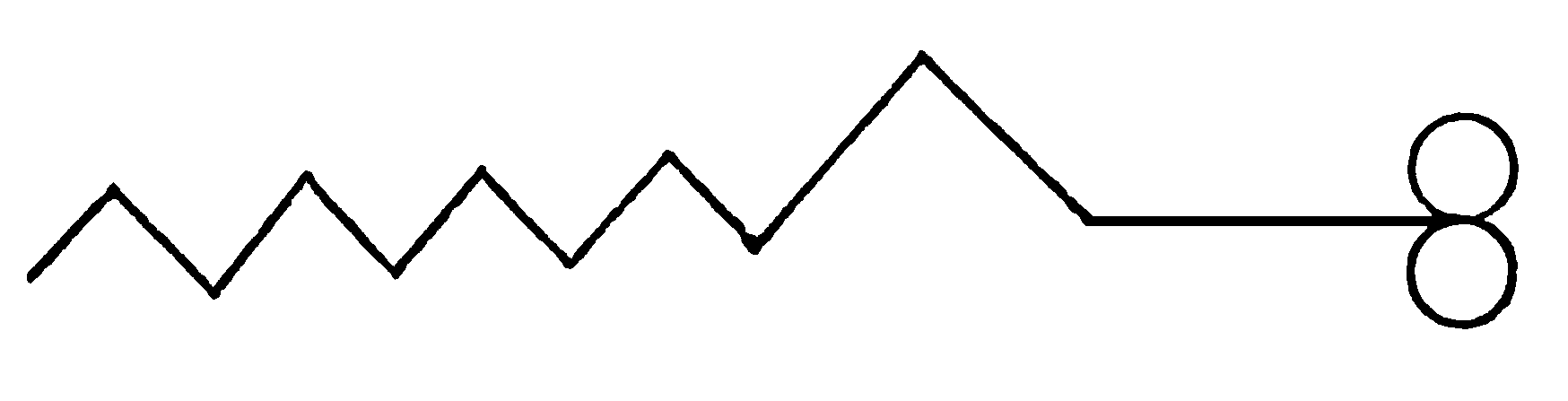
Как делать стихи (Comment faire de la poésie).

Dans le domaine des arts appliqués, le constructivisme révolutionne les principes décoratifs avec une esthétique du « fonctionnel » tendant à simplifier à l'extrême les formes.
Dès 1923, Alexandre Rodtchenko collabore à des travaux de mise en pages pour plusieurs éditeurs. Il réalise un portrait de Maïakovski ainsi que les couvertures de la revue LEF, jusqu'en 1925 puis, plus tard, celles de Novy LEF (1927-1928). Il commence sa collaboration avec le poète, pour lequel il illustre de ses premiers photomontages le recueil Pro Eto (1923).
La même année, Lazar Lissitzky participe à la réalisation du recueil de poèmes de Maïakovski intitulé Dlja golosa (Pour la voix). Il intègre des illustrations et des onglets pour faciliter la recherche de poèmes et une lecture à haute voix, comme le souhaitait le poète.
Il s’agit d’inscrire l’art dans la vie et de poser partout les bases d'une nouvelle culture de l'expression visuelle.
Dziga Vertov, dont l'engagement futuriste précéda le travail à la caméra, a déclaré : « J’ai tout de suite aimé Maïakovski, sans hésiter. »
La figure de Maïakovski demeure emblématique de l'avant-garde russe et du mouvement de renouveau artistique qui accompagna la révolution d'Octobre.

## Quelques traductions françaises
- La Nue empantalonnée, trad. Armand Robin in Quatre Poètes russes, Maïakovsky, Pasternak, Blok, Essenine, Éditions du Seuil, 1949.
- Vers et Proses, traduction Elsa Triolet, Éditeurs Français Réunis, 1952 ; rééd. Le Temps des cerises, 2014.
- La Punaise, comédie féerique, trad. André Barsacq, Paris-Théâtre, no 144, 1959.
- Lettres à Lili Brik (1917-1930), trad. Andrée Robel, présentation de Claude Frioux, Gallimard, 1969.
- Poèmes 1913-1917, trad. Claude Frioux, Messidor, 1984, rééd. « Poètes des cinq continents », L'Harmattan, 2000.
- Poèmes 1918-1921, trad. Claude Frioux, Messidor, 1985, rééd. « Poètes des cinq continents », L'Harmattan, 2000.
- Poèmes 1922-1923, trad. Claude Frioux, Messidor, 1986, rééd. « Poètes des cinq continents », L'Harmattan, 2000.
- Poèmes 1924-1930, trad. Claude Frioux, Messidor, 1987, rééd. « Poèmes 1924-1926 et Poèmes 1927-1930, « Poètes des cinq continents », L'Harmattan, 2000. [traduction de référence]
- Théâtre, trad. Michel Wassiltchikov, Grasset, 1989.
- Comment ça va ? Au secours !, poème cinématographique et article, éd. et trad. Régis Gayraud, Clémence-Hiver, 1989.
- Poèmes, trad. Claude Frioux, « L'Œil du poète », Textuel, 1997.
- Du monde j'ai fait le tour, traduction Claude Frioux, « Voyager avec », Louis Vitton/La Quinzaine Littéraire, 1997 ; rééd. Les Belles Lettres, coll. Domaine étranger, Paris, 408 p., 2024  (ISBN 978-2251456058)
- Le Nuage en pantalon, traduction Wladimir Berelowitch, Mille et une nuits, 1998.
- Le Nuage en pantalon, traduction Charles Dobzynski, bilingue, Le Temps des cerises / Trois-Rivières, Écrits des forges, Pantin, 1998.
- L'Universel reportage, traduction Henri Deluy, Farrago, 2002.
- À pleine voix, Anthologie poétique 1915-1930, traduction Christian David, préface de Claude Frioux, « Poésie », Gallimard, 2005.
- Écoutez si on allume les étoiles..., choix et traduction Simone Pirez et Francis Combes, préface de Francis Combes, Le Temps des cerises, 2005.
- De ça (1923), ouverture, traduction et notes d'Henri Deluy, Inventaire/Invention, 2008 (repris dans L'amour, la poésie, la révolution).
- L'amour, la poésie, la révolution (« La Flûte des ténèbres », « J'aime », « De ça » et « Vladimir Ilitch Lénine »), traductions et présentation Henri Deluy, illustrations d'Alexandre Rodtchenko, Le Temps des cerises, 2011, traduction qui remporte une Mention Spéciale au Prix Russophonie 2012.
- Théâtre, traduction et présentation Claude Frioux, Le Temps des cerises, 2013.
- Comment écrire des vers, adaptation Philippe Blanchon, Éditions de la Nerthe, 2014.
- Ma découverte de l'Amérique, 1925, traduit par Laurence Foulon, préface de Colum McCann (2005), Les Éditions du Sonneur, 2017.
- Un nuage en pantalon, traduit par Elena Bagno et Valentina Chepiga, préface d'Elena Truuts, avant-propos de Florian Voutev, illustration de Vladimir Khvostik, Vibration éditions, 2019. Bilingue.

## Filmographie partielle

### Comme scénariste
- 1918 : La Demoiselle et le Voyou (Barychnya i khouligan) de lui-même
- 1918 : Enchaînée par le film (Zakovannaya filmoy) de Nicandre Tourkine
- 1918 : Pas né pour l'argent (Nye dlya deneg radivshisya) de Nicandre Tourkine

### Références dans les autres arts

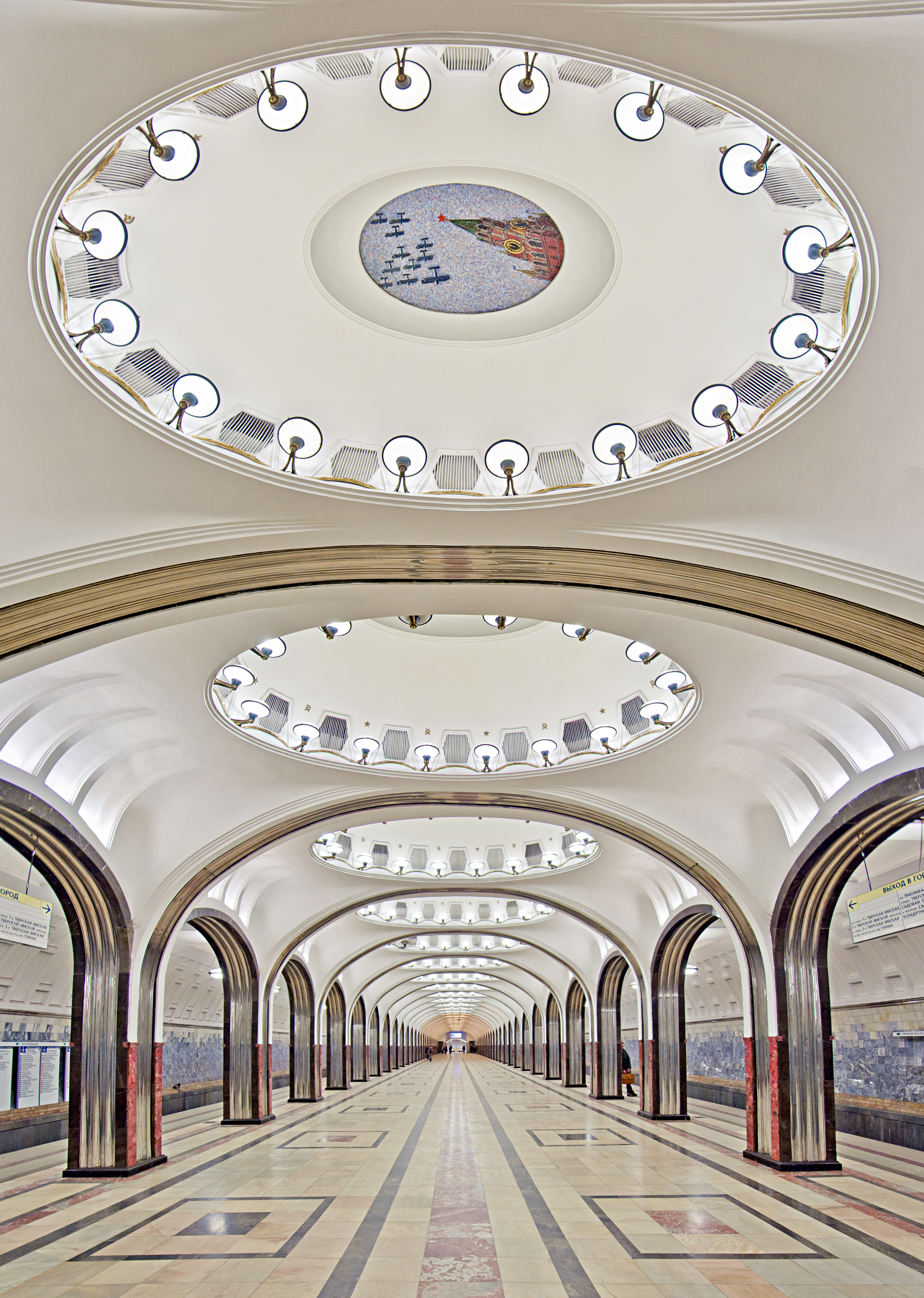
Panorama de la station de métro Maïakovskaïa à Moscou.

### Galerie de timbres-poste

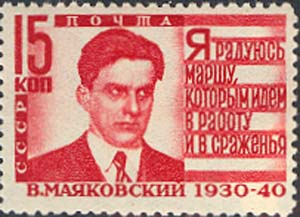
Timbre-poste URSS, 1940.
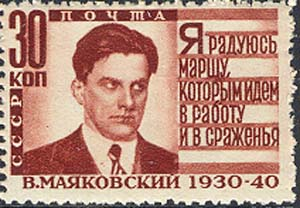
Timbre-poste URSS, 1940.
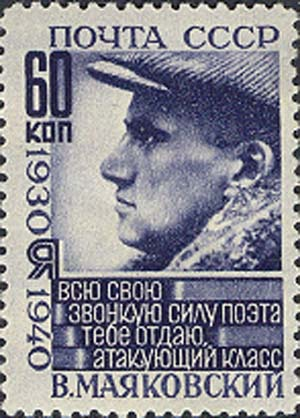
Timbre-poste URSS, 1940.
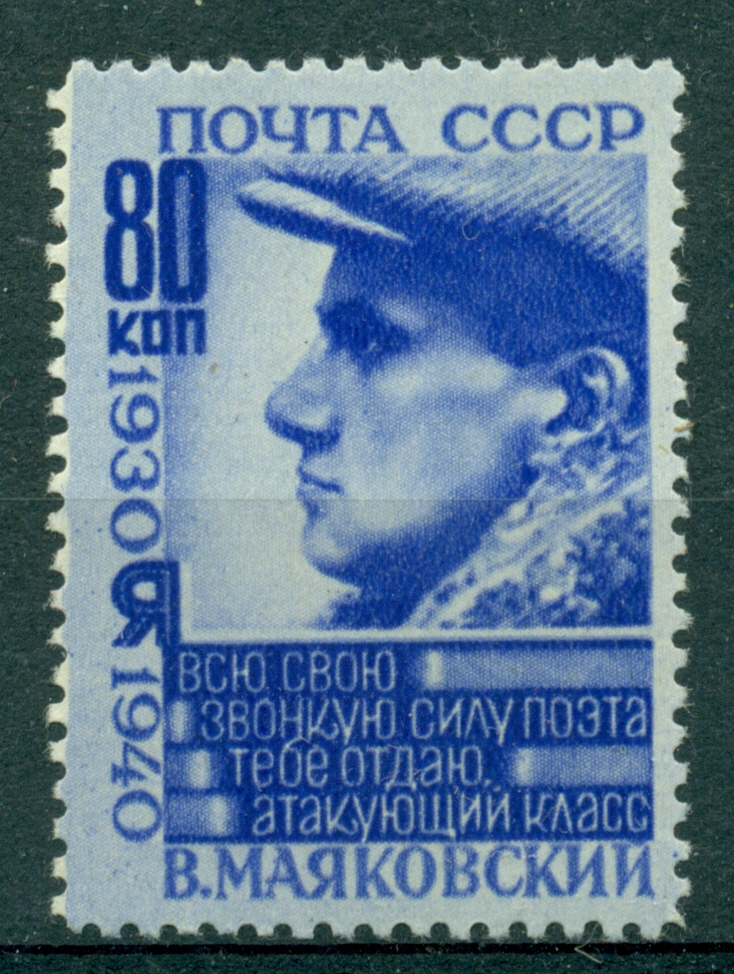
Timbre-poste URSS, 1940.
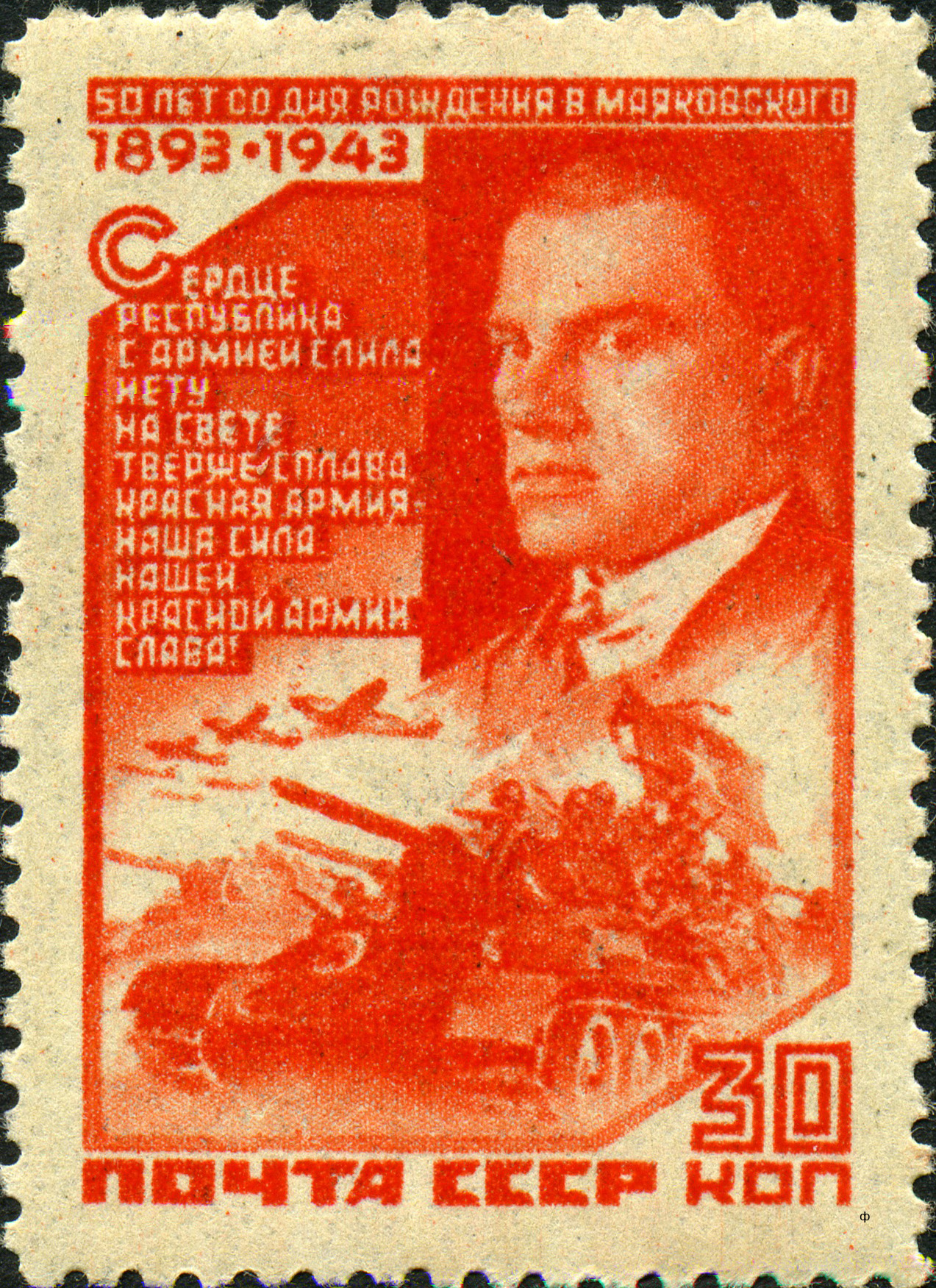
Timbre-poste URSS, 1943.
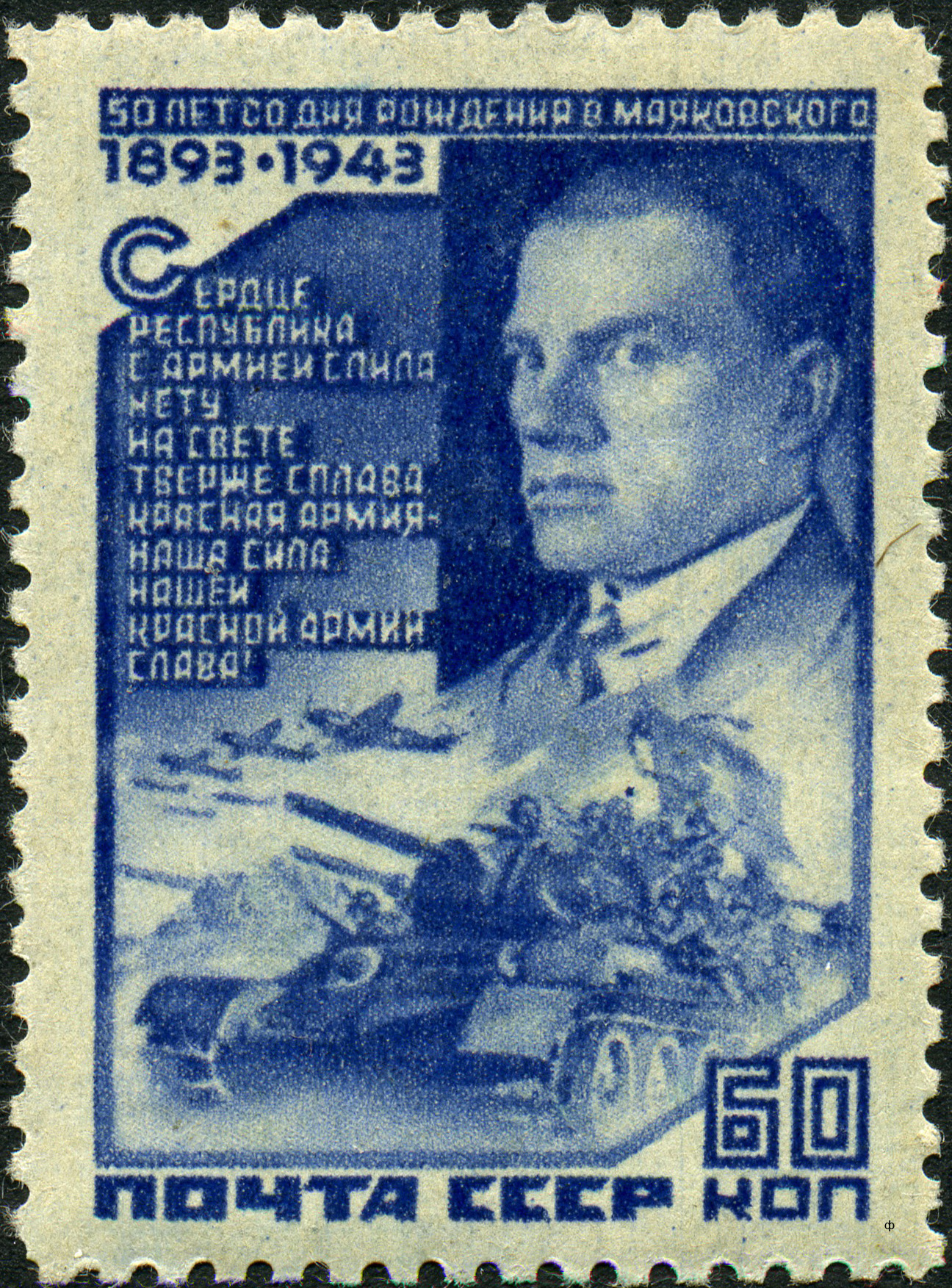
Timbre-poste URSS, 1943.
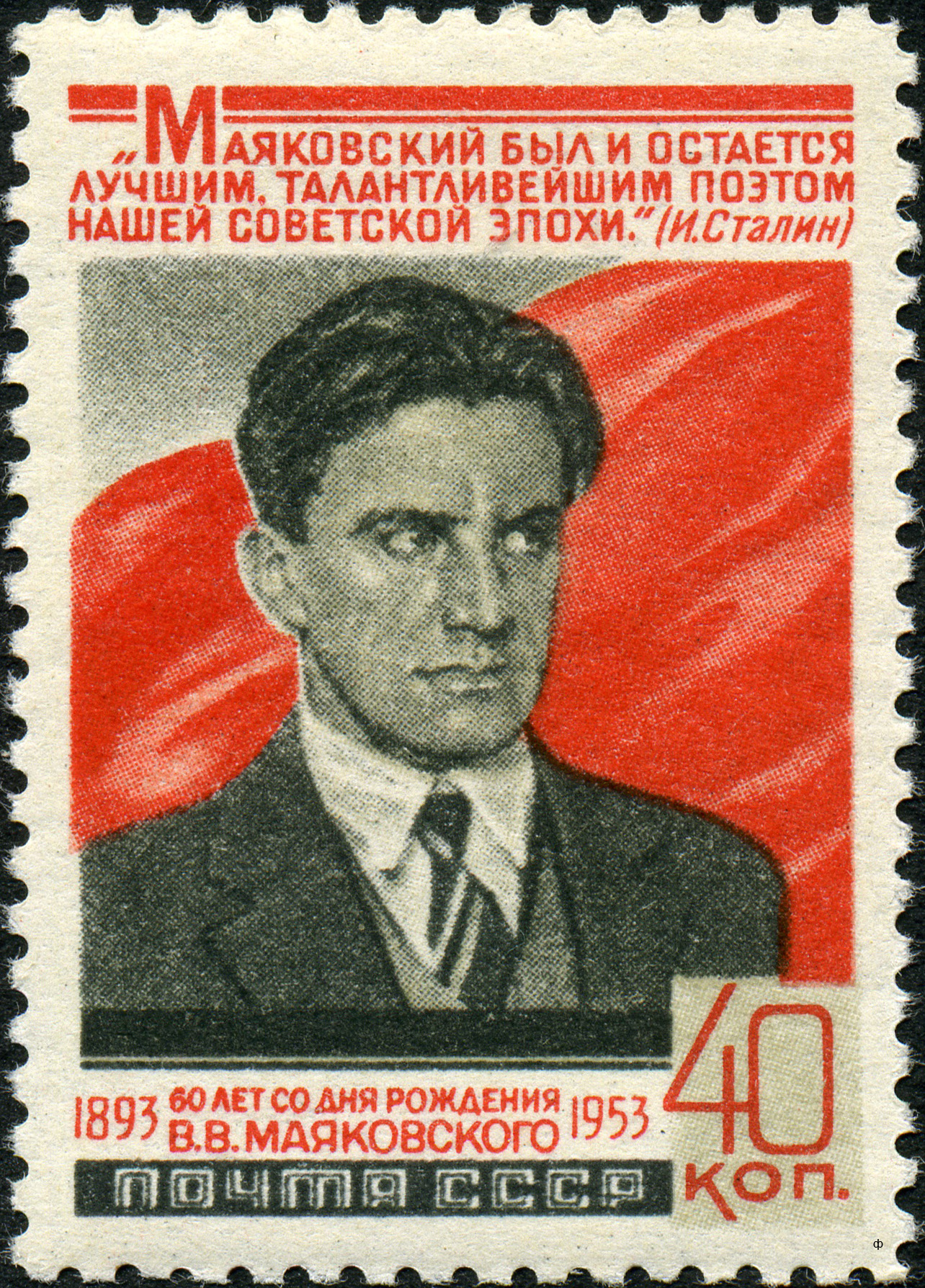
Timbre-poste URSS, 1953 : de la naissance du poète.
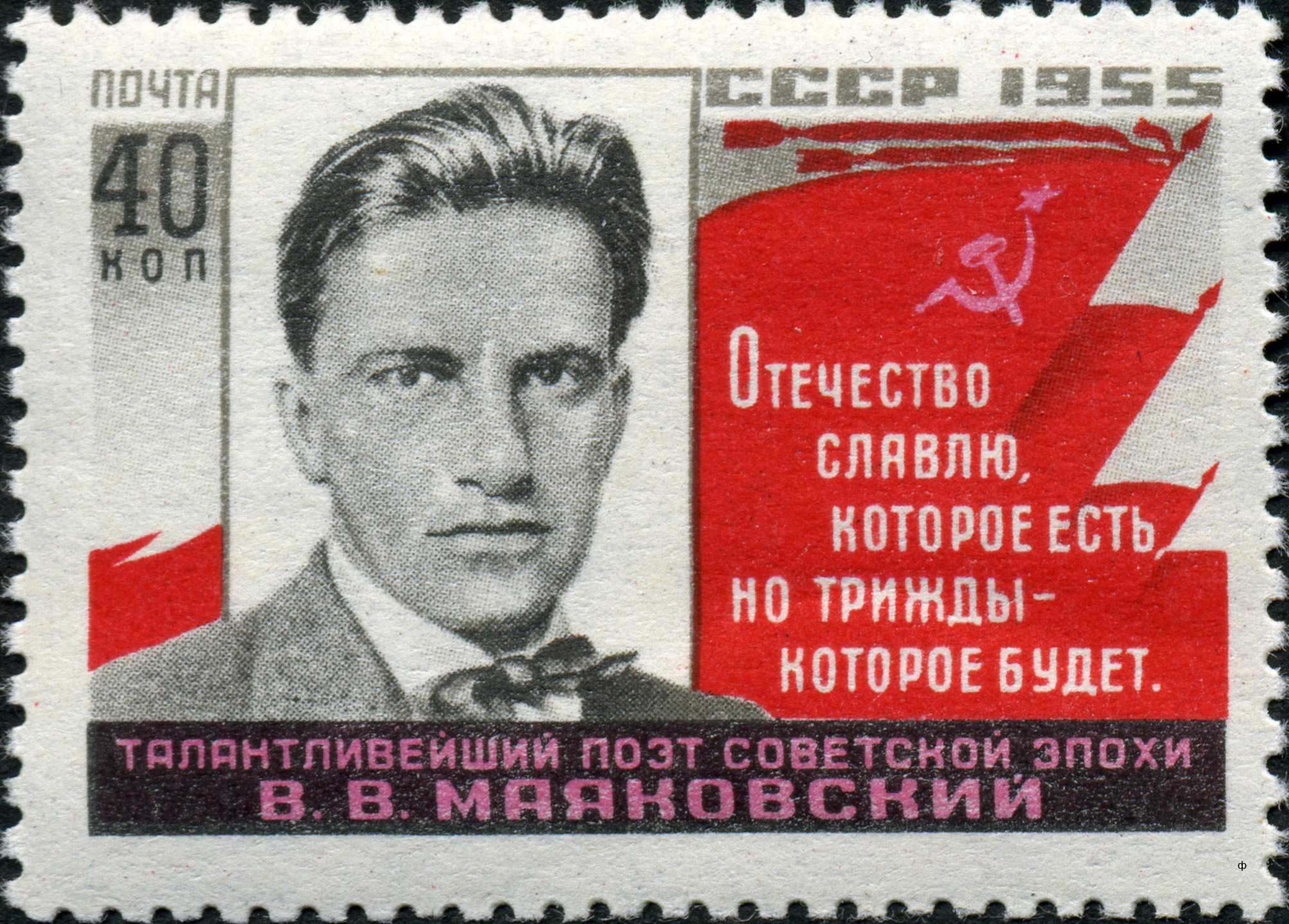
Timbre-poste URSS, 1955 : de la mort du poète.
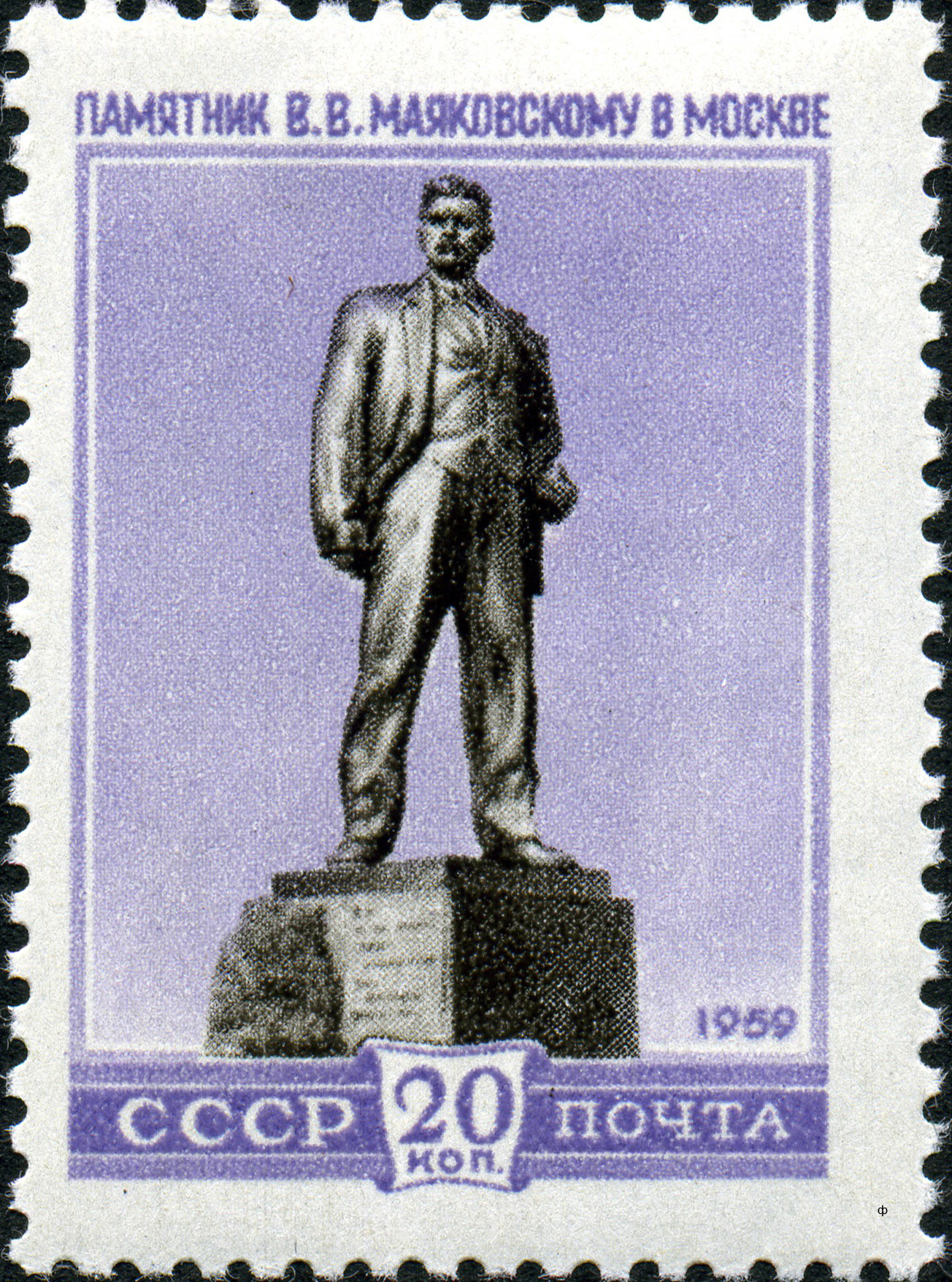
Timbre-poste URSS, 1959 Statue de Maïakovski à Moscou.
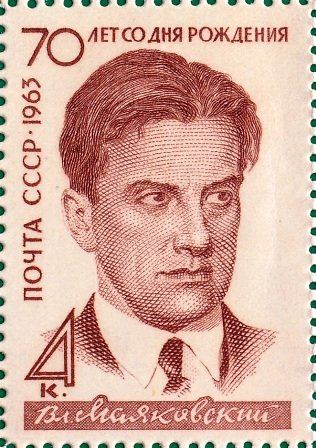
Timbre-poste URSS, 1963.
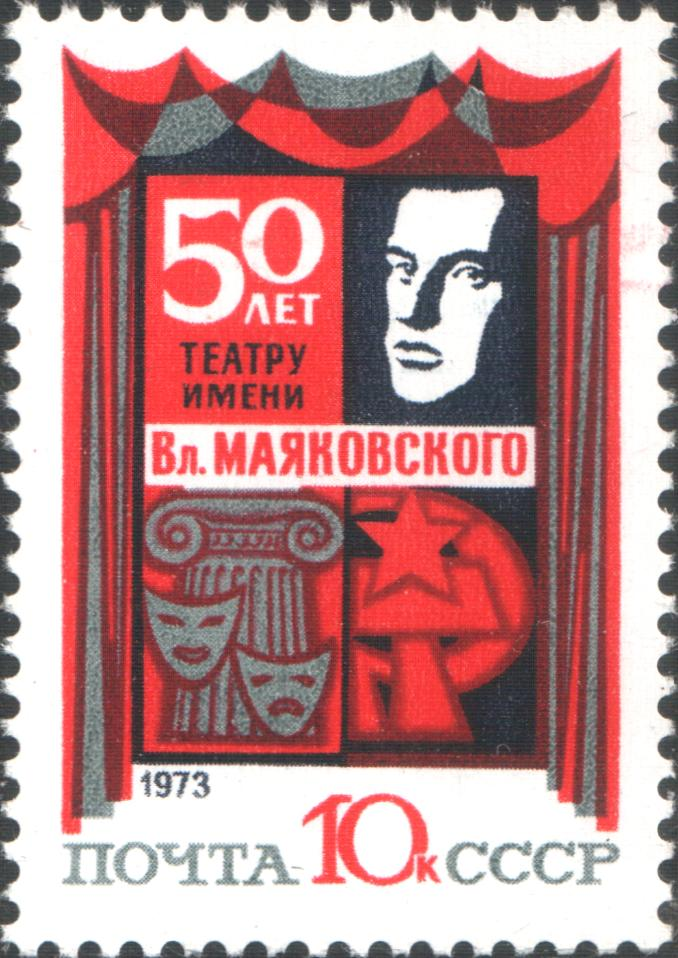
Timbre-poste URSS, 1973 : Théâtre Maïakovski émis pour le cinquantenaire des théâtres moscovites.
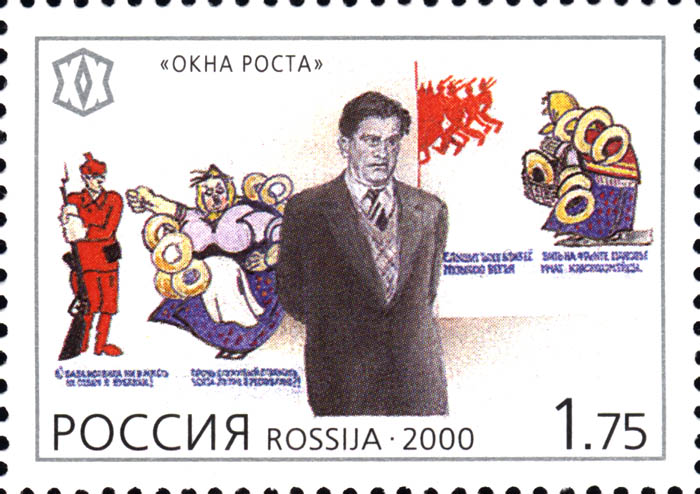
Timbre-poste Russie, 2000.

### Comme acteur
- 1918 : Pas né pour l'argent (Nye dlya deneg radivshisya) de Nicandre Tourkine